# What I Want (Dead or Alive)
What I Want è una canzone scritta e registrata dalla band inglese Dead or Alive. La canzone è stata pubblicata come secondo singolo dell'album Sophisticated Boom Boom nel 1983.
What I Want non ottenne successo in madrepatria (un misero 88esimi posizionamento in classifica). Un anno dopo i Dead Or Alive, forti del successo raggiunto con la loro cover di "That's the Way (I Like It)", decisero di ri-pubblicare come singolo What I Want pensando di raccogliere maggior successo.
Il tentativo terminò miseramente: infatti il singolo si piazzò nella classifica inglese all'87º posizionamento (una posizione in più della originale pubblicazione).
Nonostante tutto ciò, What I Want rimane uno dei brani sempre eseguiti dai Dead Or Alive nei loro concerti.

## Classifiche
| Classifica (1983)      | Posizione raggiunta |
| ---------------------- | ------------------- |
| Germania               | 99                  |
| Official Singles Chart | 88                  |
| Classifica (1984)      | Posizione raggiunta |
| Germania               | 81                  |
| UK Singles Chart       | 87                  |